# Пески (Юргамышский район)
Пески — село в Юргамышском районе Курганской области. Административный центр Песковский сельсовет.

## История
До 1917 года в составе Таловской волости Челябинского уезда Оренбургской губернии. По данным на 1926 год состояло из 333 хозяйств. В административном отношении являлось центром Песковского сельсовета Юргамышского района Курганского округа Уральской области.

## Население
| 1989 | 2002 | 2010 |
| ---- | ---- | ---- |
| 387  | ↗427 | ↘275 |

По данным переписи 1926 года в селе проживало 1450 человек (667 мужчин и 783 женщины), в том числе: русские составляли 100 % населения.